# 24 marzo
Il 24 marzo è l'83º giorno del calendario gregoriano (l'84º negli anni bisestili). Mancano 282 giorni alla fine dell'anno.

## Eventi
- 1401 – L'imperatore turco-mongolo Tamerlano saccheggia Damasco;
- 1475 – Viene ucciso Simonino di Trento;
- 1530 – Carlo V cede la sovranità delle isole dell'arcipelago maltese ai cavalieri dell'Ordine di San Giovanni;
- 1603
  - Giacomo I Stuart, già re di Scozia, viene proclamato re d'Inghilterra in successione a Elisabetta I Tudor;
  - A Tokugawa Ieyasu è concesso il titolo di shōgun ("generalissimo") dall'imperatore Go-Yōzei, fondando lo Shogunato Tokugawa a Edo in Giappone;
- 1721 – Johann Sebastian Bach firma e dedica a Cristiano Ludovico di Brandeburgo-Schwedt sei partiture che passeranno alla storia come "concerti brandeburghesi";
- 1810 – In seguito a una parata che lo ha colpito favorevolmente, Napoleone Bonaparte ordina che i Pupilles de la Garde (bambini abbandonati oppure orfani, per lo più di soldati morti in servizio) vengano aggiunti alla Guardia imperiale;
- 1849 – Novara: l'ex re di Sardegna Carlo Alberto fugge all'una del mattino diretto a Oporto, in Portogallo, dopo aver abdicato in favore del figlio Vittorio Emanuele II; viene firmato l'Armistizio di Vignale;
- 1860 – Trattato di Torino: cessione della Contea di Nizza e della Savoia alla Francia;
- 1871 – A Marsiglia viene proclamata la Comune;
- 1878 – Naufragio della fregata inglese Eurydice: muoiono circa 300 marinai;
- 1882 – Il biologo tedesco Robert Koch annuncia la scoperta del Mycobacterium tuberculosis, batterio responsabile della tubercolosi;
- 1883 – Inghilterra: a Leicester si disputa la prima gara internazionale di ciclismo, vinta dal francese Federico De Cevry;
- 1933 – Il parlamento tedesco approva il Decreto dei pieni poteri che consente ad Adolf Hitler di accentrare su di sé ancora più potere;
- 1940 – Papa Pio XII concede l'indulgenza plenaria via etere;
- 1944
  - Eccidio delle Fosse Ardeatine: 335 italiani sono fucilati dalle forze di sicurezza della Germania nazista, per rappresaglia all'attentato di via Rasella del giorno prima;
  - Eccidio di Chigiano - Valdiola: sette partigiani vengono uccisi dalle SS della Germania nazista sui monti di San Severino Marche (MC);
- 1945 – La rubrica statunitense Billboard pubblica la prima top ten;
- 1958 – Elvis Presley parte per il servizio militare;
- 1969 – Viene lanciata la sesta sonda diretta verso Marte nell'ambito della missione americana Mariner 7: raggiungerà il pianeta il 5 agosto dello stesso anno;
- 1973 – Viene pubblicato The Dark Side of the Moon, l'album più venduto dei Pink Floyd che vanta ben 723 settimane consecutive di permanenza nella top 200 negli USA;
- 1976 – Argentina: forze militari depongono la presidente Isabel Perón;
- 1980 – L'arcivescovo di El Salvador Oscar Romero viene ucciso mentre celebra una messa;
- 1983 – Negli USA muore il primo uomo al quale è stato impiantato un cuore artificiale, a 112 giorni dal trapianto;
- 1986 – Nel corso di manovre aeronavali della United States Navy nel Golfo della Sirte (operazione Attain Document) si scatena una violenta battaglia tra unità statunitensi e libiche;
- 1998 – A Jonesboro, Arkansas, due ragazzi rispettivamente di 11 e 13 anni sparano sugli studenti della Westside Middle School: quattro studenti e un insegnante rimangono uccisi;
- 1999
  - Jugoslavia: l'intervento da parte delle forze NATO – attuato pur vedendosi negato dall'ONU il mandato richiesto dalle norme internazionali (operazione Allied Force) – contro la Jugoslavia, ufficialmente per porre fine alla repressione contro gli albanesi in Kosovo, provoca circa 1000 vittime militari jugoslave e 3000 civili (fra cui circa 90 bambini) fra la popolazione locale, oltre a circa 13000 civili feriti (fra cui circa 400 bambini);
  - Italia/Francia – Nel tunnel del Monte Bianco un incidente scatena un incendio che causa 39 morti;
- 2000 – I due componenti del gruppo rock statunitense The White Stripes, i coniugi Jack e Meg White, divorziano amichevolmente tre mesi prima dell'uscita del loro album De Stijl;
- 2001
  - La Apple Computer distribuisce il MacOS versione 10.0;
  - Il sedicente crononauta John Titor lascia il suo ultimo messaggio sul web;
- 2003
  - Viene mostrato un controverso video in cui si vedono cadaveri di soldati americani e di prigionieri USA interrogati in Iraq;
  - La Lega araba vota pressoché all'unanimità una risoluzione con cui chiede un immediato e incondizionato ritiro delle forze alleate dall'Iraq;
- 2008 – Si svolgono in Bhutan le prime elezioni democratiche;
- 2015 – Volo Germanwings 9525: il copilota schianta volontariamente l'aereo nei pressi della località francese di Prads-Haute-Bléone.

## Nati
Ci sono circa 1 220 voci su persone nate il 24 marzo; vedi la pagina Nati il 24 marzo per un elenco descrittivo o la categoria Nati il 24 marzo per un indice alfabetico.

## Morti
Ci sono circa 550 voci su persone morte il 24 marzo; vedi la pagina Morti il 24 marzo per un elenco descrittivo o la categoria Morti il 24 marzo per un indice alfabetico.

## Feste e ricorrenze

### Civili
Internazionali:
- OMS - Giornata mondiale contro la tubercolosi
- ONU - Giornata internazionale per il diritto alla verità sulle gravi violazioni dei diritti umani e per la dignità delle vittime
- UE - Giornata europea del gelato artigianale

Nazionali:
- Italia - DPCM 2009, Giornata per la promozione della lettura
- Argentina - Giorno della memoria per la verità e la giustizia, a commemorazione delle vittime della Guerra sporca.

### Religiose
Cristianesimo:
- Sant'Aldemaro di Capua, abate
- San Bernolfo di Asti, martire
- Santa Caterina di Svezia, religiosa
- San Mac Cairthind di Clogher, vescovo
- Sant'Oscar Romero, vescovo e martire
- San Secondino di Mauritania, martire
- San Severo di Catania, vescovo
- San Simonino di Trento
- Santi Timolao, Dionigi, Pauside, Alessandro, Romolo e Alessandro, martiri
- Beata Bertrada di Laon
- Beato Diego Giuseppe da Cadice, cappuccino
- Beato Giovanni del Bastone, sacerdote e monaco
- Beata Maria Karłowska, fondatrice delle Suore del Divin Pastore della Provvidenza Divina
- Beata Clotilde Micheli (Maria Serafina del S. Cuore), fondatrice delle Suore degli Angeli

Religione romana antica e moderna:
- Quando Rex Comitavit Fas
- Sanguem